# Billy Boyd
William Boyd (Glasgow,  1968.  augusztus 28. –) skót színész.

## Élete és pályafutása
Glasgowban született 1968. augusztus 28-án.
A fiatal Billy Boyd a Star Wars hatására akart színész lenni. Apja, William Boyd és édesanyja mindenben támogatták gyermeküket. Tízéves korában egy iskolai előadásban Twist Olivért is eljátszotta. Boyd 12 éves korában elveszítette édesapját, aki  tüdőrákban halt meg. Az apa halála után édesanyja, Mary is meghalt egy váratlan szívinfarktusban. Az árván maradt Billyre és nővérére, Margaretre nagyszüleik vigyáztak. 
Tizenhét éves korában abbahagyta az iskolát, és egy könyvkötő műhelybe ment dolgozni, ahol 4 évet mint gyakornokot és 2 évet mint rendes dolgozót tartották számon. Később Amerikába akart költözni, de váratlanul felvételt nyert a Royal Scottish Academy of Music and Drama iskolába, ahol visszatérhetett eredeti életcéljához; a színésszé váláshoz. Eközben néhány nem túl jelentős filmszerepet is kapott, mint például a Taggart, a Down Amongst, a The Boys. Ekkor figyelt fel rá Peter Jackson, aki A gyűrűk ura szereplőit válogatta.
2001-ben Boydra osztották a komisz kis hobbit, Tuk Peregrin szerepét A Gyűrűk Ura: A Gyűrű Szövetségében. Boyd a további két folytatásban, A Gyűrűk Ura: A két toronyban és A Gyűrűk Ura: A király visszatérben is fontos szerepet játszott.
2003-ban lehetőséget kapott Russell Crowe és Paul Bettany mellett a  Kapitány és katonában (Master and Commander). 2005-ben feltűnt az Eltévedt lelkek egyik epizódjában is, majd 2006-ban jött a The Fly Scotsman Jonny Lee Miller és Brian Cox partnereként.
A forgatások között megismerkedett élete párjával, a balett-táncos és színész Ali McKinnon-nal. 2006. április 26-án megszületett Jack William Boyd, Billy kisfia. Ezután több figyelmet fordított rockbandájára, a Beecake-re.

## Filmjei
- Glenn (?) – Jack
- The Best Jears (2007)
- Dominator X (2006) – Dominator
- Save Angel Hope (2006) – Vince
- The Flying Scotsman (2006) – Malky
- Midsummer Dream (2006) – Puck
- Save Angel Hope (2005) – Vince
- On a Clear Day (2005) – Danny
- Seed of Chuky (2004) – Glen
- Instant Credit (2004) – Frankie
- Gyűrűk Ura 1/2/3 – Tuk Peregrin
- Sniper a70 (2002) – csak 30 másodpercig játszik egy űrhajóst
- Master and Commander (2003) Barret Bonden
- Julie & The Cadillacs (1999) – Jimmy Campbell
- Coming Soon (1999) – Ross
- An Urban Ghost Story (1998) – Loan Shark
- The Soldier’s Leap (1998) – (?)

## Színpadi darabok
- Home /2006/ – Murdo
- San Diego /2003/ – David Greg
- The Ballad of Crazy Paola /2001/ – Raymond
- The Spectacular – (?)
- An Experienced Women Gives Adnice Iving
- Therese Raquin – Camilie
- Britannia Rules – Hughie
- Kill the Old…(?)
- Hansel & Gretel – Hansel
- Much Ado About nothing – Borachis
- Caledonia Dreamm – Darenn Boyd
- Merchant of Venice – Lorens
- Trainspotting – Tommy & Sick Boy
- Merlin the Magnificent – Arthur
- The Slab Boys- Spanky
- Secret Diary of Adrian Mole – Adrian Mole
- The Chile Nerds – Banji